# (13915) Yalow
(13915) Yalow est un astéroïde de la ceinture principale.

## Description
(13915) Yalow est un astéroïde de la ceinture principale. Il fut découvert le 27 mai 1982 à l'Observatoire Palomar par Carolyn S. Shoemaker et Schelte J. Bus. Il présente une orbite caractérisée par un demi-grand axe de 2,77 UA, une excentricité de 0,13 et une inclinaison de 10,3° par rapport à l'écliptique.

## Compléments